# Plön
Pour les articles homonymes, voir Plön (homonymie).
Plön est une ville de l'arrondissement de Plön (Kreis Plön) du Land de Schleswig-Holstein, en Allemagne. Elle est le chef-lieu de cet arrondissement.

## Géographie
La ville se trouve au bord du Großer Plöner See, lac situé dans le sud-est de l'arrondissement de Plön.

## Jumelages
- Ksour Essef (Tunisie) depuis 1969 ;
- Plau am See (Allemagne) depuis 1990.

## Architecture et monuments
- Château de Plön (Schloss Plön).
- Musée de Plön (Museum des Kreises Plön).

## Nature

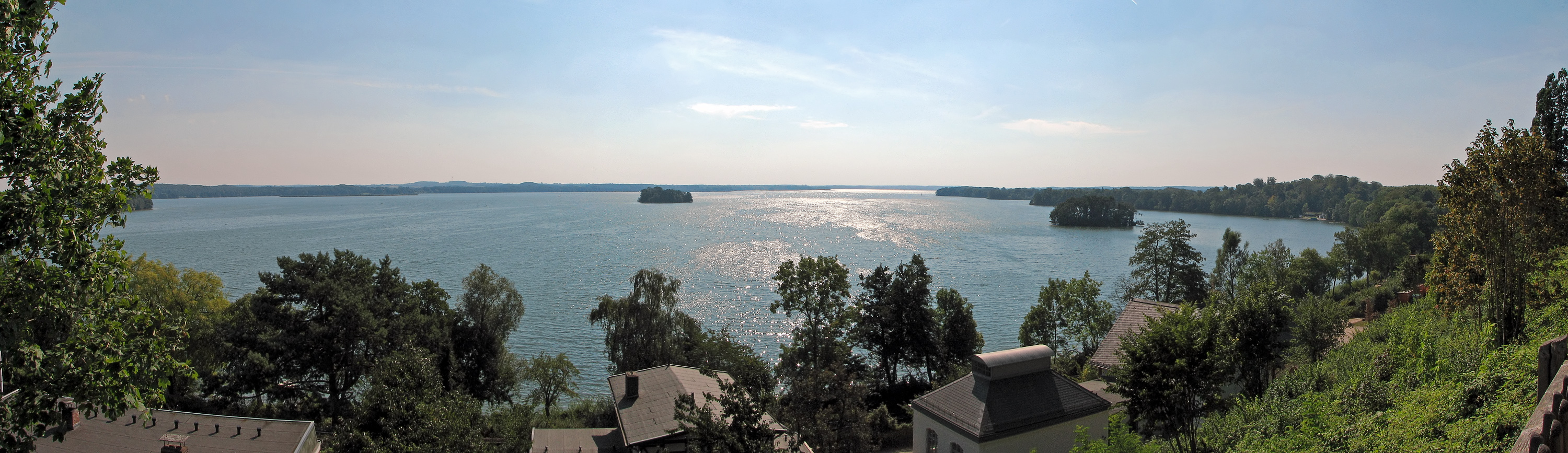
Panorama du Plöner See.

- Großer Plöner See

## Personnalités
- Friedrich Carl Gröger (1766-1838), peintre.
- Georg Kuphaldt (1853-1938), paysagiste.
- Georg Michael Telemann (1748-1831), compositeur et théologien.